# هاتو باس
هاتو باس (به ژاپنی: はとバス株式会社 Hato Bus)، یک شرکت اتوبوس گردی در ژاپن است که در هیواجیما، اوتا-کو، توکیو، توکیو واقع شده است. عمدتاً مسیرهای منظمی را در توکیو، استان کاناگاوا و استان چیبا و همچنین اتوبوس‌های منظم گشت و گذار در منطقه کانتو اجرا می‌کند.
این شرکت خدمات کرایه اتوبوس نیز ارائه می‌دهد.